# Uropsilus fansipanensis
Uropsilus fansipanensis és una espècie d'eulipotifle de la família dels tàlpids. És endèmic del Fansipan, al nord-oest del Vietnam, on viu a altituds properes a 2.900 msnm. El seu hàbitat natural són els herbassars amb matolls que creixen sobre una capa d'humus espessa i humida. Té una llargada de cap a gropa de 74-77,5 mm, la cua de 61-62,5 mm i un pes de 8 g. El seu nom específic, fansipanensis, significa ‘del Fansipan’ en llatí. Com que fou descoberta fa poc, l'estat de conservació d'aquesta espècie encara no ha estat avaluat formalment.